# Опанго, Жак
Жак Опанго (фр. Jacques Opangault; 13 декабря 1907, Бунджи, Французская Экваториальная Африка — 20 августа 1978, Браззавиль) — конголезский политический и государственный деятель, первый премьер-министр временного правительства Автономной Конголезской Республики (апрель 1957 — 28 ноября 1958), премьер-министр Республики Конго (июнь 1961 — апрель 1962).

## Биография
Представитель племени Мбоши. Исповедовал христианство. Обучался в римско-католической миссионерской школе. С 1938 года работал клерком в управлении юстиции, затем занимал ряд высоких должностей.
В 1947 году был избран депутатом Территориального собрания, но не прошёл в Национальную ассамблею Франции. Был основателем и лидером Африканского социалистического движения (входящего в состав общефранцузской социалистической партии СФИО), которое противостояло Фюльберту Юлу.
С апреля 1957 по 28 ноября 1958 года занимал пост премьер-министра временного автономного правительства, которое было окончательно свергнуто Фульбертом Юлу, который вступил в должность премьер-министра Автономной Конголезской Республики. В феврале 1959 году после беспорядков в Браззавиле был заключён в тюрьму, в августе 1959 года — освобождён.
В 1960 году назначен государственным министром в правительстве Фюльберта Юлу.
С июня 1961 по апрель 1962 года — второй премьер-министр Республики Конго. Тогда же занимал должность министра иностранных дел Республики Конго. В 1962 году — министра общественных работ.
В августе 1963 года после Августовской революции вновь арестован. Освободившись из тюрьмы, оставил политику и умер в Браззавиле 20 августа 1978 года.